# 若阿伊马
若阿伊马是巴西米纳斯吉拉斯州的一个市镇。总面积1667.725平方公里，总人口14881人，人口密度8.9人/平方公里。